# Highland Beach (Florida)
Highland Beach è un comune degli Stati Uniti d'America, situato in Florida, nella Contea di Palm Beach.